# R-29 (미사일)
R-29은 러시아의 잠수함 발사형 대륙간 탄도 미사일(SLBM)이다.
2010년 기준으로 러시아의 주력 SSBN은 타이푼급 잠수함이다. 타이푼급의 후속인 최신형 보레이급 잠수함은 아직 1척 밖에 건조되지 않았다. 타이푼급 이전형이 델타급 잠수함인데, R-29는 델타급에 탑재되는 핵미사일로 현재도 사용중이다.

## 북한
북한이 R-21 노동 미사일, R-27 무수단 미사일에 이어 R-29 KN-08을 개발했다. 북한이 개발한 R-29가 정확하게 어떤 모델인지는 불분명하다. 그러나 대략적으로만 보면, 2단이면 사거리 9,000 km 정도의 소플라이, 스팅그레이일 것이고, 3단이면 사거리 12,000 km 정도인 스키프라고 볼 수 있다. 스키프의 사거리는 정확하게 알려진 적이 없었는데, 러시아가 최근에 최대사거리 시험발사를 하면서, 사거리 12,000 km 라는 점이 밝혀졌다.
R-29에는 다음과 같은 모델이 있다.
- R-29 비소타, SS-N-8 소플라이 Mod 1, 32톤, 2단 액체연료, 7,700 km, 1974년
- R-29D, SS-N-8 소플라이 Mod 2, 32톤, 2단 액체연료
- R-29R, SS-N-18 스팅그레이 Mod 1, 35톤, 2단 액체연료, 6,500 km, 1978년
- R-29RK, SS-N-18 스팅그레이 Mod 2, 34톤, 2단 액체연료, 6,500 km
- R-29RL, SS-N-18 스팅그레이 Mod 3, 35톤, 2단 액체연료, 9,000 km
- R-29RM 시틸, SS-N-23 스키프 Mod 1, 40톤, 3단 액체연료, 8,300 km, 1991년
- R-29RMU 시네바, SS-N-23 스키프 Mod 2, 40톤, 3단 액체연료, 11,547 km, 2007년
- R-29RMU2 라이네르, SS-N-23 스키프 Mod 3, 40톤, 3단 액체연료, 12,000 km, 2014년

## 같이 보기
- R-11 - 소련 핵미사일(SLBM), 스커드 미사일
- R-21 - 소련 핵미사일(SLBM), 북한의 노동 1호
- R-27 - 소련 핵미사일(SLBM), 북한의 무수단 미사일
- JL-2 - R-29와 비슷한 무게의 중국 핵미사일(SLBM). 2010년 기준으로 최신형이다.
- 트라이던트 미사일 - R-29와 비슷한 무게의 미국 핵미사일(SLBM). 2010년 기준으로 최신형이다.
- R-29RMU
- RSM-56 불라바 - R-29와 비슷한 무게의 러시아 핵미사일(SLBM). 2010년 기준으로 최신형이다.